# 24 avril en sport
24 mars 24 mai
Chronologies thématiques
- Croisades
- Ferroviaires
- Disney

Le 24 avril (114e jour de l'année ou 115e en cas d'année bissextile) en sport.

## Événements

### XIXesiècle
- 1836 :
  - (Hippisme) : première épreuve du Prix du Jockey Club sur l'hippodrome de Chantilly.

### XXesièclede1901à1950
- 1920 :
  - (Football /Coupe d’Angleterre) : Aston Villa remporte la Coupe d’Angleterre face à Huddersfield Town FC, 1-0.
- 1921 :
  - (Football /Coupe de France) : le Red Star remporte la finale de la Coupe de France face à l'Olympique de Paris 2-1.
- 1927 :
  - (Compétition automobile /Grand Prix automobile) : victoire de l'italien Emilio Materassi sur la course Targa Florio.
- 1948 :
  - (Football /Coupe d’Angleterre) : Manchester United remporte la Coupe d'Angleterre face à Blackpool FC, 4-2.

### XXIesiècle
- 2005 :
  - (Compétition automobile /Formule 1) : au Grand Prix automobile de Saint-Marin qui se déroulait sur le circuit Enzo et Dino Ferrari, victoire de l'Espagnol Fernando Alonso sur une Renault.
- 2016 :
  - (Athlétisme/Marathon) : à Londres sur le marathon, victoire chez les hommes du Kényan Eliud Kipchoge en 2 h 03 min et 05 s. Chez les femmes, victoire de la Kényane Jemima Sumgong en 2 h 22 min et 58 s.
  - (Cyclisme sur route/Classique) : le Néerlandais Wout Poels remporte Liège-Bastogne-Liège, la «Doyenne» des classiques cyclistes, courue dans des conditions climatiques très difficiles, pluie, froid et même neige. Il devance le Suisse Michael Albasini et le Portugais Rui Costa après 248 kilomètres.
  - (Judo /Championnats d'Europe) : sur la 4e journée des Championnats d'Europe de judo, les résultats par équipes sont : chez les femmes, victoire de la Pologne puis chez les hommes, victoire de la Géorgie.
  - (Tennis /Masters 1000) : double tenant du titre, le Japonais Kei Nishikori est stoppé, en finale par Rafael Nadal (6-4 7-5). L’Espagnol remporte là son 9e titre à Barcelone. Les frères Bob et Mike Bryan remportent le double.
- 2021 :
  - (Rugby à XV /Tournoi des Six Nations féminin) : sur la vingt-sixième édition du Tournoi, dont la finale se déroule au Twickenham Stoop en Angleterre, victoire des Anglaises qui s'imposent face aux Françaises 10 - 6.

## Naissances

### XIXesiècle
- 1855 :
  - Edward Hagarty Parry, footballeur anglais. (3 sélections en équipe nationale). († 19 juillet 1931).
- 1868 :
  - Alexander Herd, golfeur écossais. Vainqueur de l'Open britannique 1902. († 18 février 1944).
- 1882 : 
  - Arthur Turner, footballeur anglais. (1 sélection en équipe nationale). Champion olympique aux Jeux de Paris 1900. († 1er décembre 1960).
- 1884 : 
  - Otto Froitzheim, joueur de tennis allemand. Médaillé d'argent du simple aux Jeux de Londres 1908. († 27 octobre 1962).

### XXesièclede1901à1950
- 1909 :
  - Konrad Frey, gymnaste allemand. Champion olympique du concours général par équipes, du cheval d'arçons et des barres parallèles, médaillé d'argent de la barre fixe puis médaillé de bronze du concours général en individuel et du sol aux Jeux de Berlin en 1936. († 24 mai 1974).
- 1921 :
  - Heinz Krügel, footballeur puis entraîneur est-allemand puis allemand. († 27 octobre 2008).
  - Lou Rossini, basketteur puis entraîneur américain. († 21 octobre 2005).
- 1923 :
  - Gus Bodnar, hockeyeur sur glace puis entraîneur canadien. († 1er juillet 2005).
- 1924 :
  - Pierre Adam, cycliste sur piste français. Champion olympique de vitesse par équipes aux Jeux de Londres 1948. († 24 septembre 2012).
- 1927 :
  - Joseph Barthel, athlète de demi-fond puis dirigeant sportif et  homme politique luxembourgeois. Champion olympique du 1 500m aux Jeux d'Helsinki 1952. Président de la FLA de 1962 à 1972 puis du COSL de 1972 à 1977. Ministre de 1977 à 1984. († 7 juillet 1992).
- 1929 :
  - André Darrigade, cycliste sur route français. Champion du monde de cyclisme sur route 1959. Vainqueur du Tour de Lombardie 1956.
- 1931 :
  - Abdelhamid Kermali, footballeur puis entraîneur algérien. Sélectionneur de l'équipe d'Algérie de 1990 à 1992. († 13 avril 2013).
- 1932 :
  - Vladimir Yengibaryan, boxeur soviétique puis arménien. Champion olympique des -63,5 kg aux Jeux de Melbourne 1956. Champion d'Europe de boxe amateur des -60 kg 1953 puis champion d'Europe de boxe amateur des -63,5 kg 1957. († 1er février 2013).
- 1933 :
  - Alan Eagleson, dirigeant de hockey sur glace canadien. Directeur de l'AJLNH.
- 1934 :
  - Mike Taylor, pilote de course automobile britannique. († 4 avril 2017).
- 1937 :
  - Reinhold Joest, pilote de course automobile allemand.
- 1939 :
  - Fergie McCormick, joueur de rugby à XV néo-zélandais. (16 sélections en équipe nationale). († 10 avril 2018).
- 1941 :
  - Silvio Moser, pilote automobile suisse. († 26 mai 1974).
- 1943 :
  - Gordon West, footballeur anglais. (3 sélections en équipe nationale). († 10 juin 2012).
- 1947 :
  - Ernst Dokupil, footballeur puis entraîneur autrichien.

### XXesièclede1951à2000
- 1953 :
  - Naoki Nagasaka, pilote de course automobile japonais.
- 1961 :
  - José Touré, footballeur puis consultant TV français. Champion olympique aux Jeux de Los Angeles 1984. (16 sélections en équipe de France).
- 1962 :
  - Stuart Pearce, footballeur puis entraîneur anglais. (78 sélections en équipe nationale).
- 1966 :
  - Alessandro Costacurta, footballeur puis entraîneur italien. Vainqueur des Coupe des clubs champions 1989 et 1990, de la Ligue des champions 1994, 2003 et 2007. (59 sélections en équipe nationale).
  - Pascale Paradis, joueuse de tennis française.
- 1967 :
  - Dino Rađa, basketteur yougoslave puis croate. Médaillé d'argent aux Jeux de Séoul 1988 puis aux Jeux de Barcelone 1992. Champion d'Europe de basket-ball 1989 et 1991. (26 sélections avec l'équipe de Yougoslavie et 42 avec l'équipe de Croatie).
  - Omar Vizquel, joueur de baseball vénézuélien.
- 1968 :
  - Todd Jones, joueur de baseball américain.
- 1969 :
  - Ilías Atmatsídis, footballeur grec. (47 sélections en équipe nationale).
- 1970 :
  - Jean-Philippe Belloc, pilote de courses automobile français.
  - Emanuela Zardo, joueuse de tennis suisse.
- 1972 :
  - Robert Douglas, footballeur écossais. (19 sélections en équipe nationale).
  - Nicolas Gill, judoka canadien. Médaillé de bronze des -86 kg aux Jeux de Barcelone 1992 puis médaillé d'argent des -100 kg aux Jeux de Sydney 2000.
  - Chipper Jones, joueur de baseball américain.
  - Jure Košir, skieur alpin slovène. Médaillé de bronze du slalom aux Jeux de Lillehammer 1994.
- 1973 :
  - Eric Snow, basketteur américain.
  - Sachin Tendulkar, joueur de cricket indien. (200 sélections en test cricket)
  - Lee Westwood, golfeur anglais.
- 1976 :
  - Steve Finnan, footballeur irlandais. (53 sélections en équipe nationale).
  - Ali Hakimi, athlète de demi-fond tunisien puis suisse.
  - Frédéric Niemeyer, joueur de tennis canadien.
- 1977 :
  - Carlos Beltrán, joueur de baseball portoricain.
- 1978 :
  - Libor Došek, footballeur tchèque.
- 1980 :
  - Jaime Melo Jr, pilote de courses automobile brésilien.
- 1981 :
  - Thomas Fanara, skieur alpin français. Champion du monde de ski alpin par équipes 2011.
  - Veliče Šumulikoski, footballeur macédonien. (83 sélections en équipe nationale).
- 1984 :
  - Sekou Baradji, footballeur franco-malien.
  - Jérémy Berthod, footballeur français.
  - Frans Nielsen, hockeyeur sur glace danois.
  - Guirane N'Daw, footballeur sénégalais. (44 sélections en équipe nationale).
  - Akapusi Qera, joueur de rugby à XV fidjien. (64 sélections en équipe nationale).
- 1985 :
  - José Mendes, cycliste sur route portugais.
- 1986 :
  - Aida Shanayeva, fleurettiste russe. Championne olympique par équipes aux Jeux de Pékin 2008 et aux Jeux de Londres 2012. Championne du monde d'escrime par équipes 2006, en individuelle 2009,  par équipes 2011 et 2016. Championne d'Europe d'escrime par équipes 2008 et 2016.
- 1987 :
  - Khalid Boutaïb, footballeur franco-marocain. (24 sélections avec l'équipe du Maroc).
  - Kristopher Letang, hockeyeur sur glace canadien.
  - Yogev Ohayon, basketteur israélien. Vainqueur de l'Euroligue 2014. (40 sélections en équipe nationale).
  - Rein Taaramäe, cycliste sur route estonien.
  - Jan Vertonghen, footballeur belge. (123 sélections en équipe nationale).
- 1988 :
  - Lionel Dargier, joueur de rugby à XV français.
  - Adama Guira, footballeur burkinabé. (22 sélections en équipe nationale).
  - Emmanuel Lebesson, pongiste français. Champion d'Europe de tennis de table en individuel 2016.
  - Lance Thomas, basketteur américain.
- 1989 :
  - Raphaël Chaume, joueur de rugby à XV français. (1 sélection en équipe de France).
  - Elīna Babkina, basketteuse lettone. (40 sélections en équipe nationale).
- 1990 :
  - Karoline de Souza, handballeuse brésilienne. Championne du monde de handball féminin 2013. Victorieuse de la Coupe d'Europe des vainqueurs de coupe de handball féminin 2013. (53 sélections en équipe nationale).
- 1991 :
  - Jean-Pascal Barraque, joueur de rugby à XV et à sept français. Champion olympique aux Jeux de Paris 2024. Vainqueur du Challenge européen 2012. (1 sélection avec l'équipe de France de rugby à XV et 182 avec celle de rugby à sept).
  - Morgan Ciprès, patineur artistique de couple français. Médaillé de bronze aux Mondiaux de patinage artistique 2018. Médaillé de bronze aux CE de patinage artistique 2017 puis champion d'Europe de patinage artistique 2019.
- 1992 :
  - Laura Gil, basketteuse espagnole. Médaillée d'argent aux Jeux De Rio 2016. Championne d'Europe de basket-ball féminin 2013 et 2019. (68 sélections en équipe nationale).
  - José Lima, joueur de rugby à XV portugais. (40 sélections en équipe nationale).
  - Tyler Toffoli, hockeyeur sur glace canadien. Champion du monde de hockey sur glace 2015
- 1993 :
  - Tommaso Allan, joueur de rugby à XV italien. (61 sélections en équipe nationale).
  - Ben Davies, footballeur gallois. (57 sélections en équipe nationale).
- 1994 :
  - Stuart Dutamby, athlète de sprint français. Médaillé d'argent du relais 4×100m aux CE d'athlétisme 2016.
  - Michális Kamperídis, basketteur grec.
- 1995 :
  - Vadim Gaïdoutchenko, handballeur biélorusse. (52 sélections en équipe nationale).
- 1996 :
  - Ashleigh Barty, joueuse de tennis australienne.
- 1997 :
  - Jérémy Gélin, footballeur français.
  - Lydia Ko, golfeuse néo-zélandaise. Victorieuse de l'Evian Masters 2015 et de l'ANA Inspiration 2016.
  - Veronika Kudermetova, joueuse de tennis russe.
- 1999 :
  - Valentine Fortin, cycliste sur piste et sur route française.
  - Maxime Grousset, nageur français. Médaillé de bronze du relais 4 × 100 m nage libre mixte aux Mondiaux 2019, d'argent du 100m nage libre et de bronze du 50m nage libre en 2022 puis de bronze du 100m nage libre et 50m papillon en 2023. Champion d'Europe de natation du relais 4 × 100 m nage libre mixte et médaillé d'argent du relais 4 × 100 m quatre nages 2022.

### XXIesiècle
- 2001 :
  - Luis Vázquez, footballeur argentin.
- 2002 :
  - Mario Ilievski, footballeur macédonien.
  - Erik Ring, footballeur suédois.
  - Exequiel Zeballos, footballeur argentin.
- 2003 :
  - Romaine Mundle, footballeur anglais.
- 2007 :
  - Michael Bresser, footballeur néerlandais.

## Décès

### XXesièclede1901à1950
- 1908 : 
  - William Kenyon-Slaney, 60 ans, footballeur puis homme politique anglais. Parlementaire de 1886 à 1908. (° 24 août 1847).
- 1939 : 
  - Louis Trousselier, 54 ans, cycliste sur route français. Vainqueur du Tour de France 1905, de Paris-Roubaix 1905 et de Bordeaux-Paris 1908. (° 29 juin 1881).
- 1942 :
  - Camille du Gast, 73 ans, escrimeuse et pilote de courses automobile française. (° 30 mai 1868).
- 1946 :
  - Joe Birmingham, 61 ans, joueur de baseball américain. (° 6 août 1884).

### XXesièclede1951à2000
- 1961 : 
  - Henri Aldebert, 80 ans, bobeur et curleur français. Médaillé de bronze en curling aux Jeux de Chamonix 1924. (° 8 août 1880).
- 1982 : 
  - Ville Ritola, 86 ans, athlète de fond et de haies finlandais. Champion olympique du 10 000m, 3 000m steeple, 3 000m par équipes, du cross-country par équipes puis médaillé d'argent du 5 000m et du cross-country individuel aux Jeux de Paris 1924 puis champion olympique du 5 000m et médaillé d'argent du 10 000m aux Jeux d'Amsterdam 1928. (° 18 janvier 1896).
- 1983 :
  - Rolf Stommelen, 39 ans, pilote de F1 allemand. (° 11 juillet 1943).
- 1987 : 
  - Alexis Chantraine, 86 ans, footballeur belge. (° 16 mars 1901).
- 1989 : 
  - Franz Binder, 77 ans, footballeur puis entraîneur autrichien. (19 sélections avec l'équipe d'Autriche et 9 avec celle d'Allemagne). (° 1er décembre 1911).
- 1996 : 
  - Hubert Opperman, 91 ans, cycliste sur route australien. (° 29 mai 1904).

### XXIesiècle
- 2001 :
  - Cecilia Navarrete, 77 ans, athlète de sprint et de lancers puis basketteuse colombienne. (° 30 décembre 1923).
- 2006 : 
  - László Jeney, 82 ans, poloïste hongrois. Médaillé d'argent aux Jeux de Londres 1948, champion olympique aux Jeux de d'Helsinki 1952 et aux Jeux de Melbourne 1956 puis médaillé de bronze aux Jeux de Rome 1960. Champion d'Europe masculin de water-polo 1954 et 1958. (° 30 mai 1923).
  - Brian Labone, 66 ans, footballeur anglais. (26 sélections en équipe nationale). (° 23 janvier 1940).
- 2007 : 
  - Alan Ball, 61 ans, footballeur puis entraîneur anglais. Champion du monde de football 1966. (72 sélections en équipe nationale). (° 12 mai 1945).
- 2014 :
  - Sandy Jardine, 65 ans, footballeur puis entraîneur écossais. Vainqueur de la Coupe d'Europe des vainqueurs de coupe 1972. (38 sélections en équipe nationale). (° 31 décembre 1948).
- 2016 :
  - Tommy Kono, 85 ans, haltérophile américain. Champion olympique des -67,5 kg aux Jeux d'Helsinki 1952 puis champion olympique des -82,5 kg aux Jeux de Melbourne 1956 et médaillé d'argent des -75 kg aux Jeux de Rome 1960. Champion du monde d'haltérophilie des -75 kg 1953, 1957, 1958 et 1959 puis champion du monde d'haltérophilie des -82,5 kg 1954 et 1955. (° 27 juin 1930).
- 2018 :
  - Henri Michel, 70 ans, footballeur puis entraîneur et consultant TV français. (58 sélections en équipe de France). Sélectionneur de l'équipe de France championne olympique aux Jeux de Los Angeles. Sélectionneur de l'équipe de France de 1984 à 1988, de l'équipe du Cameroun en 1994, de l'équipe du Maroc de 1995 à 2000 et de 2007 à 2008, de l'équipe des Émirats arabes unis de 2000 à 2001, de l'équipe de Tunisie de 2001 à 2002, de l'équipe de Côte d'Ivoire de 2004 à 2006, de l'équipe de Guinée équatoriale de 2010 à 2011 et de l'équipe du Kenya en 2012. (° 28 octobre 1947).
- 2019 :
  - Hubert Hahne, 84 ans, pilote de courses automobile allemand. (° 28 mars 1935).
  - Zoran Marojević, basketteur yougoslave puis croate. Médaillé d'argent aux Jeux de Mexico 1968. (26 sélections avec l'équipe de Yougoslavie). (° 27 avril 1942).
  - Vadim Gaïdoutchenko, 44 ans, handballeur russe. Champion olympique aux Jeux de Sidney 2000 et médaillé de bronze aux Jeux d'Athènes 2004. Champion du monde masculin de handball 1997 et 1999. Champion d'Europe masculin de handball 1996. Vainqueur de la Coupe d'Europe des vainqueurs de coupe masculine 2002. (194 sélections en équipe nationale). (° 2 juin 1974).